# Route 127 (Ontario)
Pour les articles homonymes, voir Route 127.
La route 127 est une route provinciale de l'Ontario reliant la Route 62 à la Route 60, dans le centre de la province. Elle mesure 38 kilomètres.

## Description du Tracé
La route 127 débute à Maynooth, au terminus nord de la Route 62 et à la jonction avec la route locale 62 (Historic Peterson Colonization Rd.). Elle se dirige ensuite vers le nord-ouest pendant 38 kilomètres en passant dans Lake St. Peters en plus d'être à environ 10 kilomètres à l'est de la frontière avec le parc provincial Algonquin. Elle se termine à l'est de Whitney, sur la Route 60, en direction du parc provincial Algonquin, de Huntsville ou de Eganville. 